# Stato monastico dei Cavalieri di Rodi
Lo Stato monastico dei Cavalieri di Rodi fu un'entità territoriale sovrana dei Cavalieri Ospitalieri che si insediarono nell'isola di Rodi rimanendovi per 217 anni (1305-1522). Provenivano dalla Palestina e da Cipro. Il primo Gran maestro di Rodi fu il francese Foulques de Villaret (1305-1319).

## Storia

### Da Cipro a Rodi

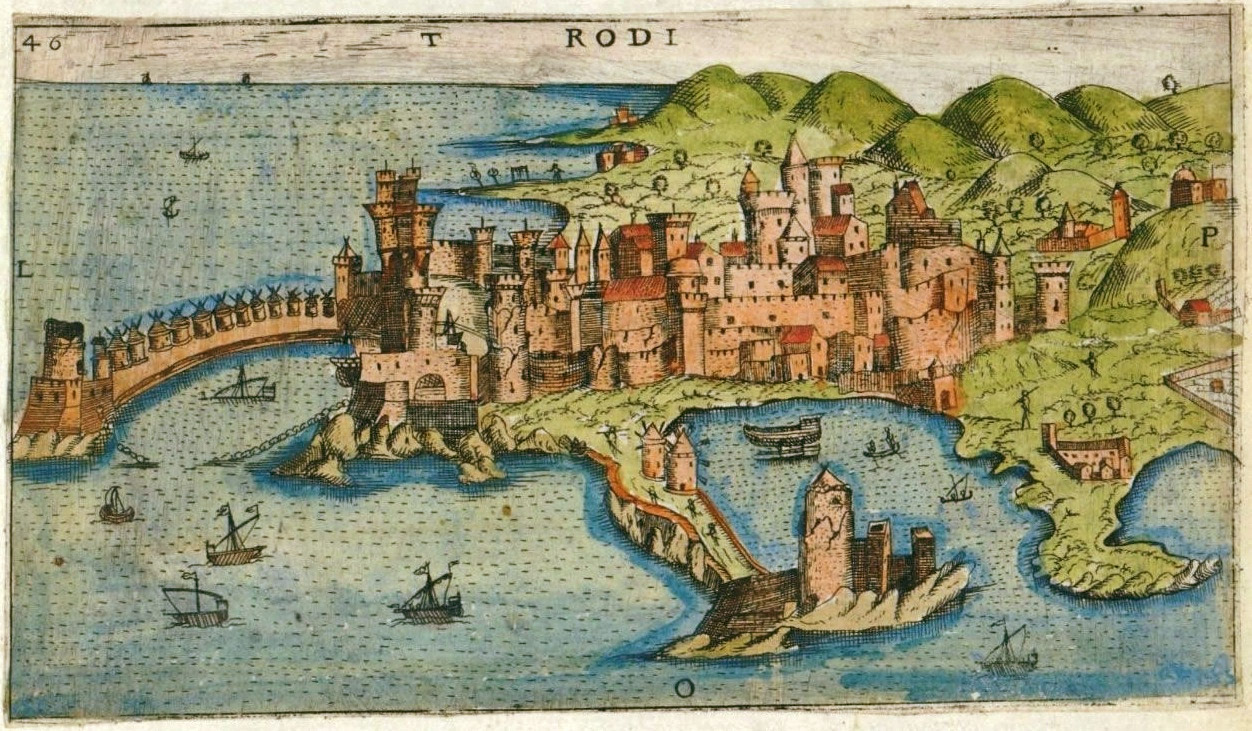
La città di Rodi ai tempi dei Cavalieri

Quando San Giovanni d'Acri, ultima roccaforte dell'Ordine in Terrasanta, venne catturata nel 1291, i cavalieri ospitalieri cercarono rifugio presso il Regno di Cipro.
A causa di reiterati disaccordi con il re di Cipro Enrico II, e con la politica del regno, il gran maestro Guillaume de Villaret prese la decisione di trasferire l'Ordine nella non lontana isola di Rodi che si trovava sotto la formale autorità dell'imperatore bizantino Andronico II Paleologo.

### La conquista di Rodi
Si recò dunque ad Avignone e a Parigi per chiedere aiuti e consenso al papa Clemente V e al re Filippo IV di Francia. Il pontefice approvò il progetto e, senza svelare il fine della missione, ordinò l'invio di nuovi crociati e nel settembre 1308 una flotta composta anche da navi genovesi e napoletane salpò da Brindisi. Il basileus bizantino aveva rifiutato la proposta di vassallaggio fattagli dal Villaret e inviò rinforzi per difendere l'isola.
Fu il suo successore Folco di Villaret a realizzare questa impresa: il 15 agosto 1309 l'isola di Rodi fu conquistata dai Cavalieri, che ottennero anche il controllo di diverse isole limitrofe e quello dei porti anatolici di Bodrum e Castelrosso, diventando così un baluardo europeo nel mar Egeo contro l'avanzata dei musulmani.
Il successore del Villaret, Helion de Villeneuve (1319-1346), nel suo lungo magistero fece realizzare imponenti fortificazioni e nuovi edifici sull'isola: molti cristiani aderirono all'ordine e Rodi acquistò prestigio e rilevanza commerciale.

### Stato ecclesiastico
Rodi era diventata uno Stato ecclesiastico con tutti i diritti e i benefici connessi, come la facoltà di battere moneta: fu aperta una zecca dove furono effettuate, dal 1319 al 1461, coniazioni in oro e argento durante i magisteri del Villaret, Pierre de Corneillan, Roger de Pins, Raymond Berenger, Antonio Fluvian de Riviere, Jean de Lastic e Jacques de Milly.
Il 25 maggio 1480, sotto il Gran maestro Pierre d'Aubusson (1476-1503), i roditi dovettero sopportare un primo duro assedio da parte di un'armata navale e un esercito imponenti mandati dal sultano ottomano Maometto II: dopo tre mesi, però, i turchi furono costretti a ritirarsi.
I Cavalieri ebbero, altresì, il merito di costruire castelli e sontuosi edifici all'interno della cittadella di Rodi, circondata da porte (come quella dell'Arsenale) e massicci bastioni. Il collachium riuniva le costruzioni usate dall'ordine: in primo luogo il palazzo del Gran Maestro in stile avignonese (sua sede e del governo), la cattedrale di San Giovanni (dove venivano tumulati i capi dello Stato), gli Alberghi o residenze delle sette Lingue, l'Ospedale nella medievale via dei Cavalieri. Il Gran Maestro veniva eletto tra i membri dell'ordine e la sua carica durava per tutta la vita.

### L'ultimo assedio del 1522
Nel 1522 il sultano Solimano I il Magnifico (1520-1566) volle impadronirsi di Rodi, difficilmente espugnabile, con un esercito di 100.000 militi e una flotta di 300 navi. I turchi penetrarono nel centro fortificato dal bastione difeso dalla Lingua spagnola, aiutati dal cavaliere d'Amaral, deluso dall'elezione magistrale di Philippe Villiers de L'Isle-Adam al suo posto. Il pesante assedio durò dal 28 luglio al 22 dicembre 1522: i settemila abitanti dell'isola combatterono con fermezza insieme ai cinquecento cavalieri. La cittadella, però, fu occupata.
Venne concesso al Villiers e ai trecento cavalieri sopravvissuti di caricare le navi con tutti i loro beni mobili, allorché il primo gennaio del 1523 lasciarono l'isola di Rodi.

### Il trasferimento a Malta
L’Ordine rimane senza un territorio per alcuni anni, fino a quando nel 1530 il Gran Maestro Fra’ Philippe de Villiers de l’Isle Adam prende possesso dell’isola di Malta, territorio del regno di Sicilia, ceduta all’Ordine, non come territorio sovrano, ma come feudo dall’Imperatore Carlo V con l’approvazione di Papa Clemente VII,  che l'avrebbero lasciata solo nel caso, mai più verificatosi, avessero ripreso Rodi. Lì rimasero fino al 1798, quando furono cacciati dai francesi che occuparono l'isola.

## Galleria d'immagini

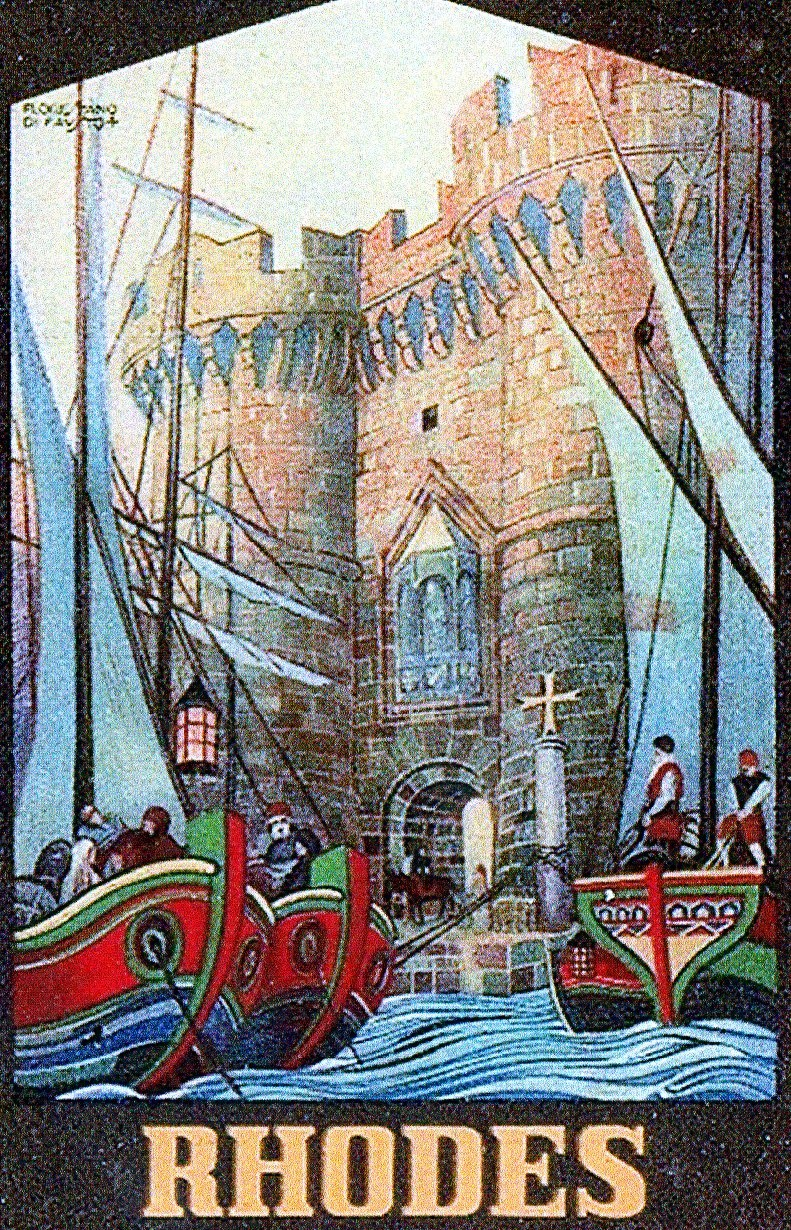
La porta dell'Arsenale
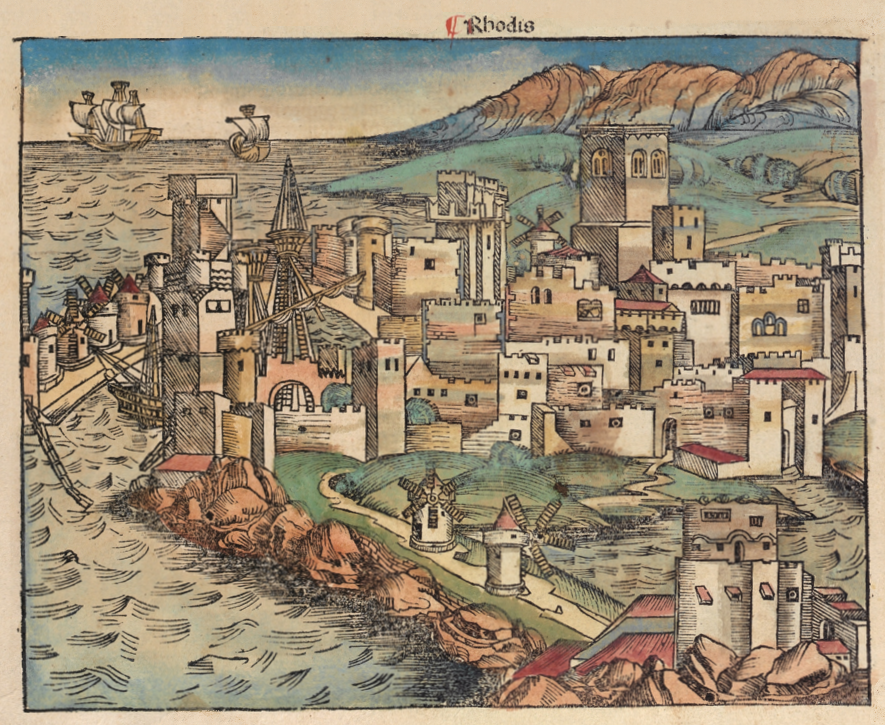
Rodi nel 1490
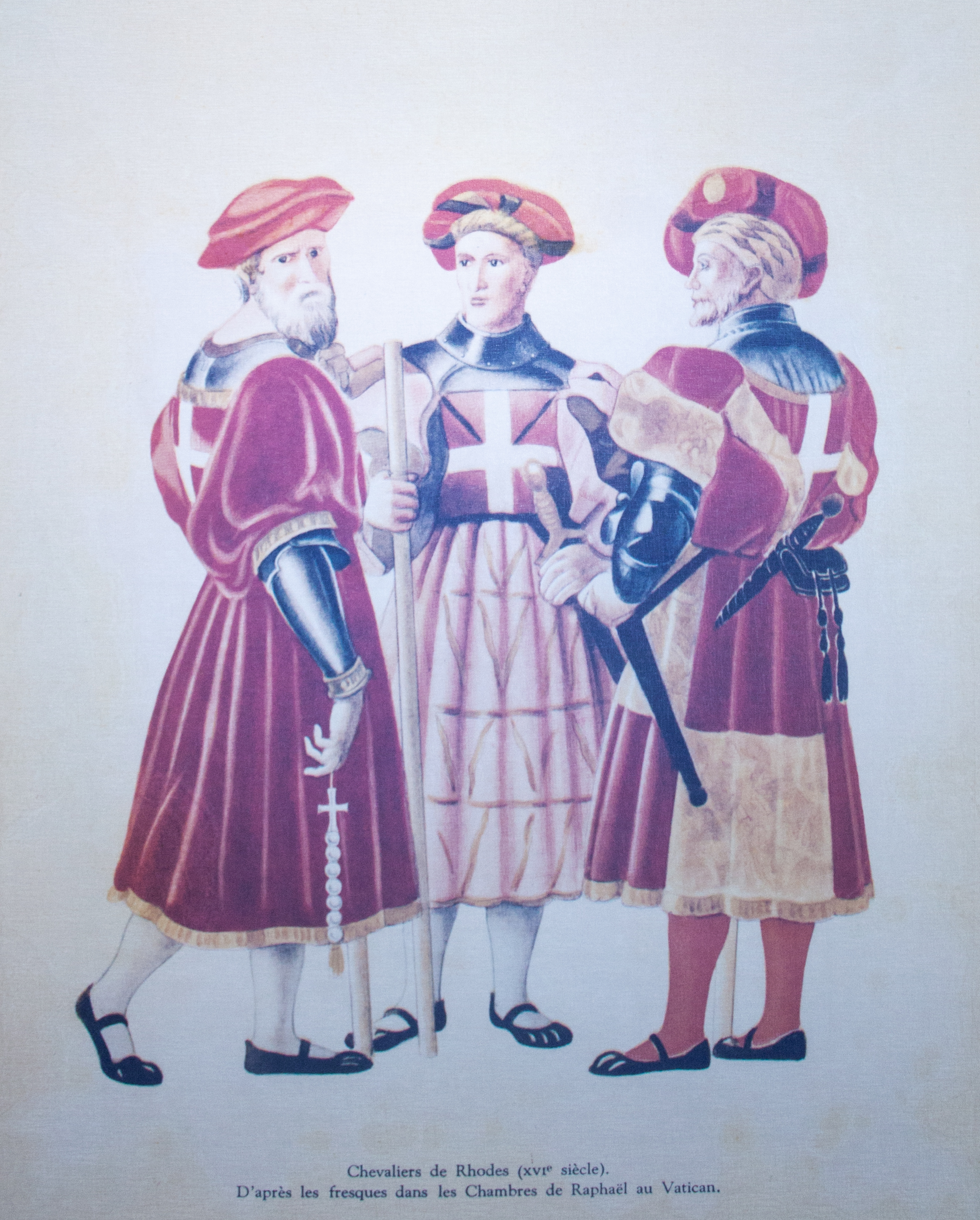
I Cavalieri di Rodi
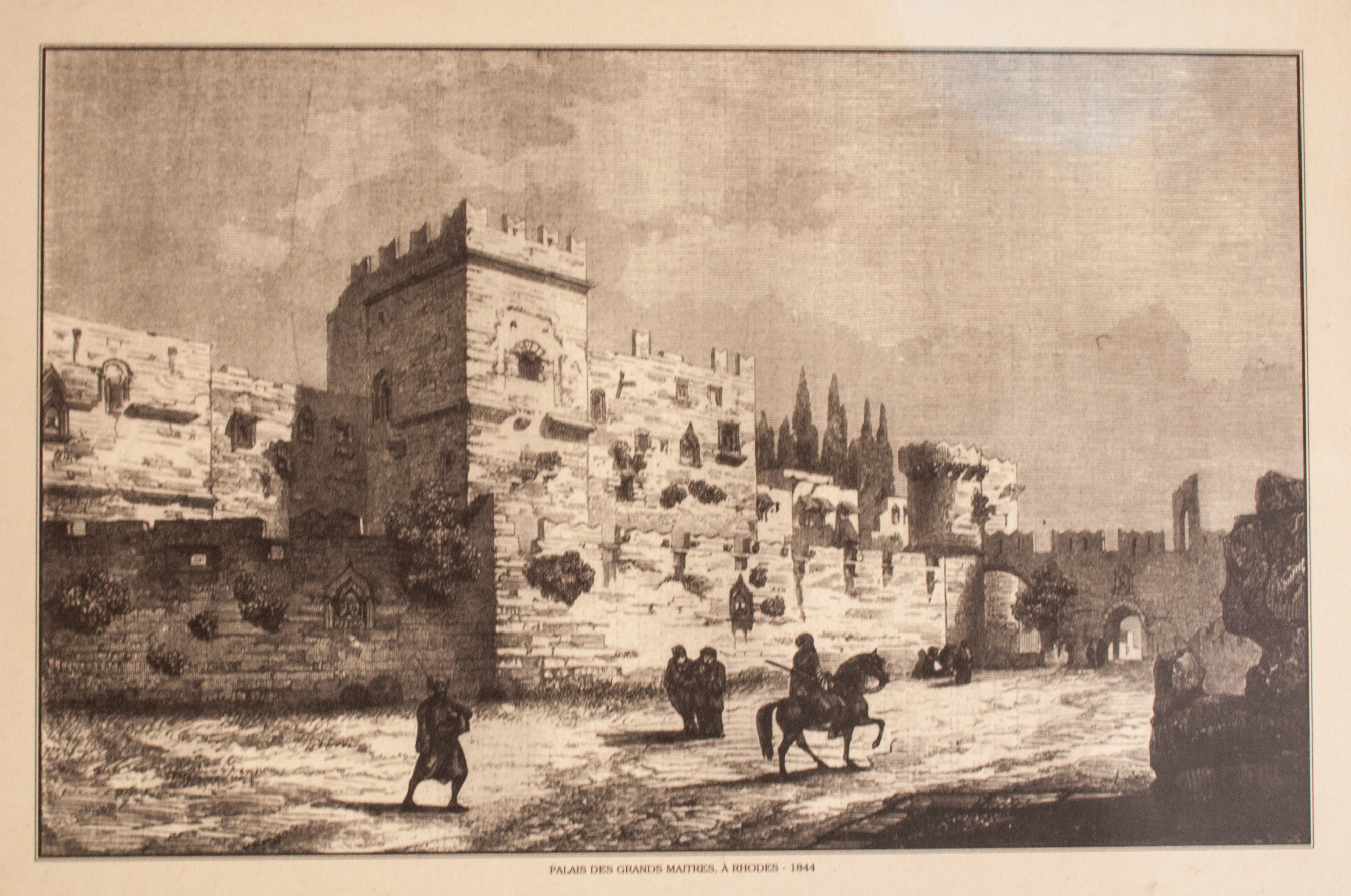
Il castello magistrale
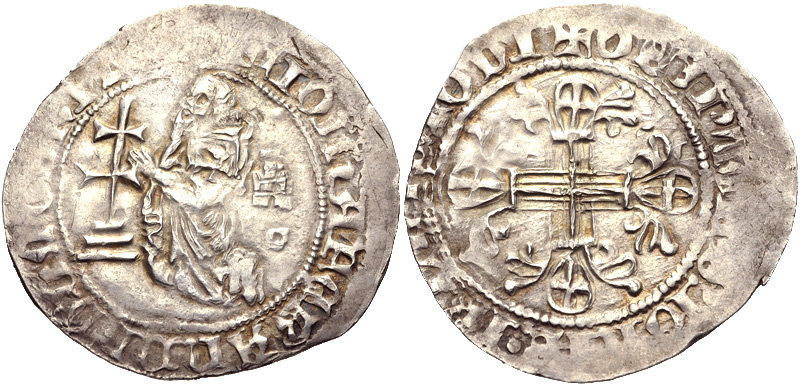
Moneta di Rodi
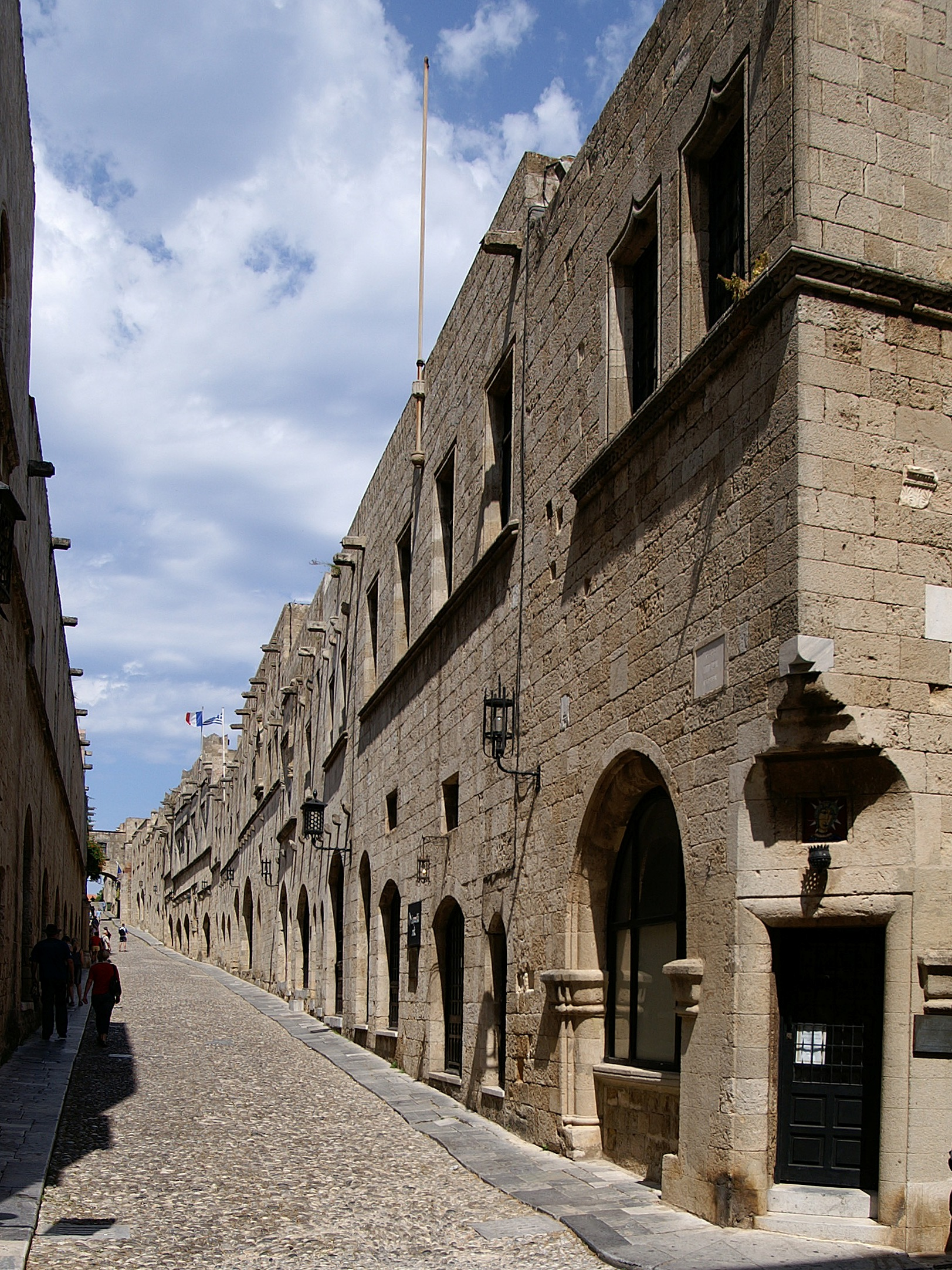
L'Ospedale